# Prison d'Abou Salim

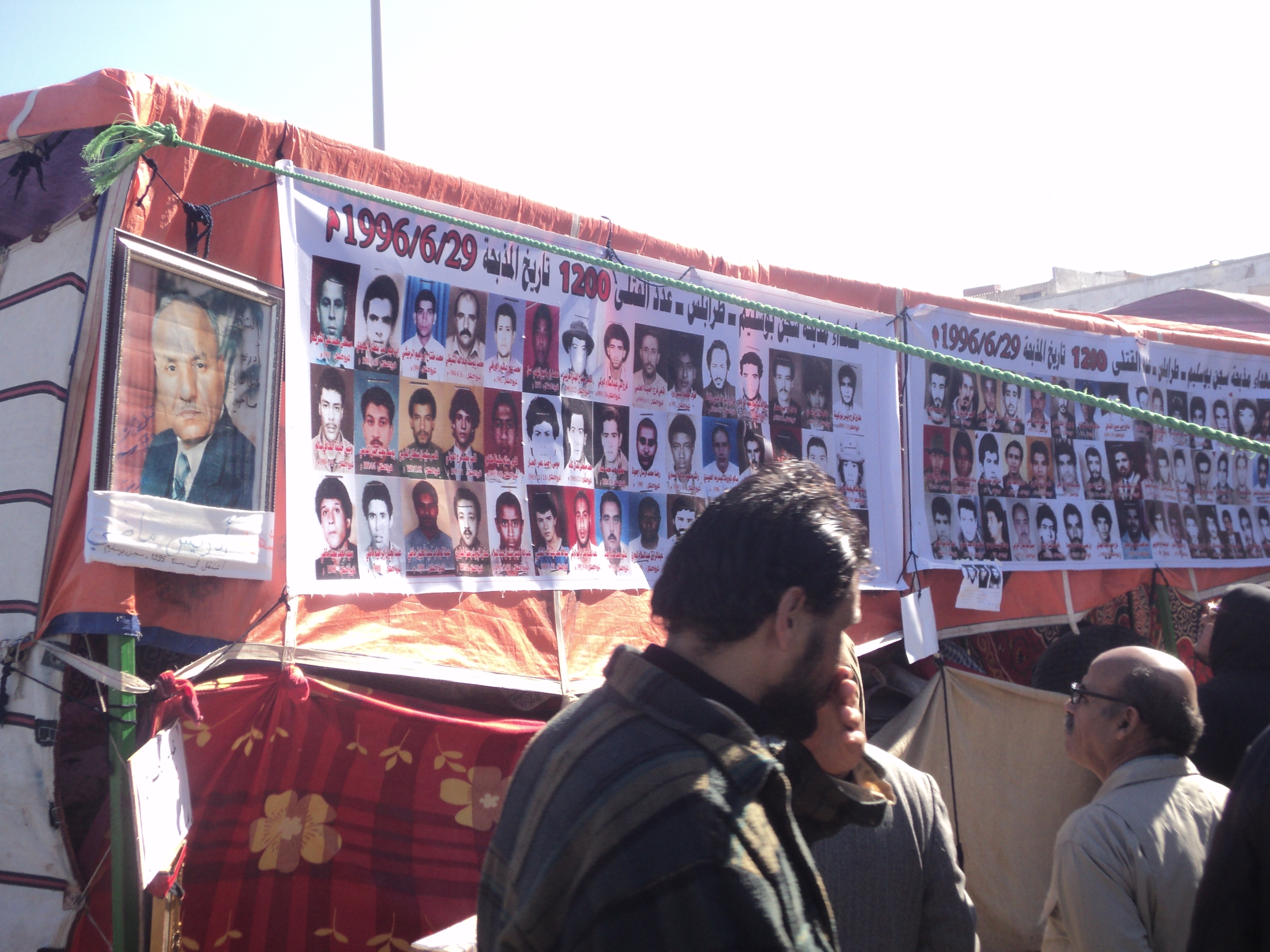
Victimes de Abu Sleem

La prison d’Abou Salim était une prison de haute sécurité à Tripoli, dont les conditions de fonctionnement, sous le régime de la Jamahiriya arabe libyenne, ont été dénoncées par les défenseurs des droits de l’homme et autres observateurs,,.

## Accusations de violation des droits de l’homme
Amnesty International a demandé une enquête indépendante sur des décès survenus dans la prison les 28 et 29 juin 1996, un incident parfois appelé le massacre d’Abou Salim. Human Rights Watch estime que 1 270 prisonniers furent tués. Toutefois cette estimation est essentiellement basée sur le récit d’un seul ex-prisonnier,. HRW appelle la prison un "site de violations flagrantes des droits de l’homme". Selon Omar Ashour, les gouvernements occidentaux ont largement ignoré ces violations et aucune enquête internationale ne fut diligentée pour des raisons liées aux "intérêts pétroliers". Le gouvernement libyen a expliqué que ces tueries eurent lieu au cours d’une confrontation entre forces gouvernementales et rebelles appartenant au Groupe islamique combattant en Libye et que 200 gardes de la prison trouvèrent également la mort à cette occasion.

## Détenus de la prison
- Ahmed al-Senussi, membre du Conseil national de transition y fut détenu par Kadhafi jusqu’à sa libération en 2001[10].
- Abu Sufian bin Qumu, un ancien membre du GICL, fut transféré de Guantanamo en Libye en 2007[11], et fut relâché de la prison d’Abou Salim en 2010 à la suite d'une amnistie appliquée aux prisonniers politiques[12].

## Vidéos Youtube
Le 24 janvier 2010, la Libye bloque l’accès à YouTube après que le site a mis en ligne des images montrant des manifestations à Benghazi de familles de détenus qui furent tués en 2006 dans la prison d’Abou Salim, ainsi que des vidéos de membres de la famille du dirigeant libyen, Mouammar Kadhafi, participant à des réceptions. Le blocage est en particulier critiqué par Human rights Watch.

## Libération
Le 19 août 2011, les insurgés de la guerre civile prétendirent à tort avoir libéré tous les prisonniers d’Abou Salim. Toutefois, les rebelles libérèrent la prison le 24 août 2011. Parmi les détenus libérés figurait l’écrivain et journaliste américain de Baltimore Matthew VanDyke, qui avait été capturé en mars 2011 à Marsa El Brega par les forces restées loyales à Kadhafi,.

## Crédits
- (en) Cet article est partiellement ou en totalité issu de l’article de Wikipédia en anglais intitulé « Abu Salim prison » (voir la liste des auteurs).